# 福岡J・アンクラス
福岡J・アンクラス（ふくおかジェイ・アンクラス、FUKUOKA J ANCLAS）は、福岡県福岡市をホームタウンとする九州女子サッカーリーグに所属する女子サッカークラブ。その源流は福岡女学院中学校・高等学校のサッカー部から発し、サッカースクールを運営して福岡の女子を中心とした子どもにスポーツをする機会を増進している。

## 概要

### 前史
1986年、福岡女学院中学校・高等学校のサッカー部として創設された。「アンクラス」とはスペイン語で錨を意味する「アンクラ」の複数形で、福岡女学院中高の制服の胸のマークに由来する。
1999年に九州女子サッカーリーグへ参加し、2005年まで7連覇を達成。また皇后杯全日本女子サッカー選手権大会では第21回大会、第23回大会、第24回大会に九州地域代表として参加している。

### なでしこリーグ参戦以降
その実力により以前からL・リーグ入りと見られていたが、その当時は高校の部活動を前提としたため、トップチームを完全なクラブチームとして独立。その運営母体としてNPOを設立し、地元企業からの支援を受け、2006年に日本女子サッカーリーグに参加した。
2007年、クラブ運営団体は正式にNPO法人の認証を受け「特定非営利活動法人ANCLAS」となった。
2009年、スペランツァFC高槻との入れ替え戦を制して翌年からの1部昇格を果たす。
2012年10月28日、アルビレックス新潟レディース戦で引き分けたことにより、なでしこリーグから降格が決定した。
2015年はなでしこリーグ2部に参加するも、リーグ戦で10チーム中9位。入れ替え戦で横浜FCシーガルズに敗北。2016年からチャレンジリーグに降格となった。
2017年はチャレンジリーグWESTで最下位となるものの、順位決定戦は1勝2分で残留圏内の総合10位でリーグ戦を終える。しかし同年10月、日本女子サッカーリーグ理事会において自主退会を勧告され、同シーズン限りでチャレンジリーグを退会した。同年末に新たな運営会社を立ち上げ、NPO法人から運営を引き継いだ。
2018年はセカンドチームの「ANCLASノーヴァ」が九州女子リーグ1部（Div.1）へ昇格したため、トップチームが2部（Div.2）、セカンドチームが1部に参戦することになった。同年のリーグ戦でトップチームは2部優勝と1部昇格を果たしたが、ANCLASノーヴァは1部最下位で2部降格となった。
2019年、常盤木学園高校との入替戦に勝利し翌シーズンのチャレンジリーグ昇格を果たした。
2024年、地域リーグ優勝のVONDS市原レディースに敗れ九州リーグ降格が決まった。

## クラブ組織
なでしこリーグに昇格したことや運営のリストラなどもあり、プロフェッショナルとアマチュアのけじめをつける必要に迫られたことから、2011年に組織再編を実施し、以下の体制に移行した。2016年、下部組織が再編された。
福岡J・アンクラス
トップチーム。主に社会人により構成されるが、一部ユースとの掛け持ち選手もいる。
ANCLASノーヴァ
九州女子リーグ所属。2016年より再編によりANCLASユースから名称を変更した。「ノーヴァ（NOVA）」はスペイン語で「新星」を意味する。3つあった下部チームを再編し、中学・高校生が主な対象である。また18歳以上の選手もおり、本来ならトップチームに所属するところ、能力不足等により降格している。日本サッカー界における「重複登録禁止」適用拡大により学校部活チームとの掛け持ちはできない。
ANCLASアルバ
再編後は初心者を含む小学5年生〜高校生以下（従来は一般も対象）。「アルバ（ALBA）」はスペイン語で「夜明け」を意味する。小学生は原則、参加条件として#アンクラスジュニアスクール生に限定。
アンクラスサッカースクール
対象は小学生。
- アンクラスジュニア：対象は5歳から小学6年生の女の子。交流試合のアンクラスカップ、ぽかぽかカップ（春）、さんさんカップ（夏）、わくわくカップ（秋）を行う。

- アンクラスガールズ：年中～小学4年生

再編により以下のクラブを廃止した。ユース春日は新生ユースの母体となった。
- ANCLASサテライト：年齢によりトップとユースに分割吸収された。九州女子サッカーリーグDiv.1所属。中学生から社会人。
- ANCLASユース福岡女学院SS (女学院)[1]：純然たる学校の部活動に移行。九州女子サッカーリーグDiv.2を脱退。中学、高校生。
- ANCLASユース春日 (曰佐中) →ANCLASノーヴァ：福岡県女子サッカーリーグ所属。中学、高校生。
- アンクラスキッズ（スクール）→ANCLASアルバ：幼児（4～5歳）対象。男女。

## 年度別成績・歴代監督
| 年度                   | リーグ                 | チーム数 | 試合数 | 勝点 | 勝 | 分 | 敗 | 得 | 失 | 得失点差 | リーグ順位 | リーグ杯 | 皇后杯     | 監督     |
| 日本女子サッカーリーグ |                        |          |        |      |    |    |    |    |    |          |            |          |            |          |
| 2006                   | なでしこ ディビジョン2 | 8        | 21     | 41   | 13 | 2  | 6  | 68 | 31 | +37      | 3位        | -        | 3回戦敗退  | 河島美絵 |
| 2007                   | なでしこ ディビジョン2 | 8        | 21     | 39   | 12 | 3  | 6  | 32 | 17 | +15      | 3位        | -        | 2回戦敗退  | 河島美絵 |
| 2008                   | なでしこ ディビジョン2 | 9        | 16     | 23   | 7  | 2  | 7  | 49 | 24 | +25      | 5位        | -        | 1回戦敗退  | 河島美絵 |
| 2009                   | なでしこ ディビジョン2 | 8        | 21     | 49   | 16 | 1  | 4  | 88 | 18 | +70      | 3位        | -        | 3回戦敗退  | 河島美絵 |
| 2010                   | なでしこ               | 10       | 18     | 8    | 2  | 2  | 14 | 15 | 41 | -26      | 8位        | GL敗退   | 3回戦敗退  | 河島美絵 |
| 2011                   | なでしこ               | 9        | 16     | 4    | 1  | 1  | 14 | 13 | 59 | -46      | 9位        | （中止） | 3回戦敗退  | 河島美絵 |
| 2012                   | なでしこ               | 10       | 18     | 10   | 2  | 4  | 12 | 11 | 42 | -31      | 10位       | GL敗退   | 3回戦敗退  | 河島美絵 |
| 2013                   | チャレンジ             | 16       | 22     | 43   | 14 | 1  | 7  | 54 | 37 | +17      | 5位        |          | 1回戦敗退  | 八木邦靖 |
| 2014                   | チャレンジ             | 16       | 22     | 23   | 7  | 2  | 13 | 21 | 41 | -20      | 12位       | -        | 1回戦敗退  | 対馬武志 |
| 2015                   | なでしこ2部            | 10       | 27     | 23   | 6  | 5  | 16 | 24 | 70 | -46      | 9位        | -        | 1回戦敗退  | 山口剛   |
| 2016                   | チャレンジ             | 6        | 15     | 18   | 5  | 3  | 7  | 24 | 26 | -2       | 4位(WEST)  | -        | 1回戦敗退  | 山口剛   |
| 2016                   | チャレンジ             | 4        | 3      | 4    | 1  | 1  | 1  | 2  | 2  | 0        | 7位(総合)  | -        | 1回戦敗退  | 山口剛   |
| 2017                   | チャレンジ             | 6        | 15     | 13   | 3  | 4  | 8  | 19 | 27 | -8       | 6位(WEST)  | -        | 2回戦敗退  | 河島美絵 |
| 2017                   | チャレンジ             | 4        | 3      | 5    | 1  | 2  | 0  | 2  | 1  | +1       | 10位(総合) | -        | 2回戦敗退  | 河島美絵 |
| 地域リーグ             |                        |          |        |      |    |    |    |    |    |          |            |          |            |          |
| 2018                   | 九州2部                | 9        | 16     | 46   | 15 | 1  | 0  | 90 | 4  | +86      | 1位        | -        | 1回戦敗退  | 河島美絵 |
| 2019                   | 九州1部                | 8        | 14     | 33   | 11 | 0  | 3  | 38 | 6  | +32      | 1位        | -        | (予選敗退) | 河島美絵 |
| 日本女子サッカーリーグ |                        |          |        |      |    |    |    |    |    |          |            |          |            |          |
| 2020                   | チャレンジ             | 6        | 10     | 17   | 5  | 2  | 3  | 14 | 11 | +3       | 3位(WEST)  | （中止） | 2回戦敗退  | 河島美絵 |
| 2021                   | なでしこ2部            | 8        | 14     | 20   | 6  | 2  | 6  | 15 | 25 | -10      | 4位        | -        | 3回戦敗退  | 河島美絵 |
| 2022                   | なでしこ2部            | 10       | 18     | 18   | 4  | 6  | 8  | 13 | 22 | -9       | 5位        | -        | 1回戦敗退  | 河島美絵 |
| 2023                   | なでしこ2部            | 10       | 18     | 31   | 9  | 4  | 5  | 14 | 19 | -5       | 4位        | -        | 3回戦敗退  | 河島美絵 |
| 2024                   | なでしこ2部            | 12       | 22     | 17   | 4  | 5  | 13 | 13 | 31 | -18      | 12位       | -        | 2回戦敗退  | 河島美絵 |

## スタジアム
ホームゲームを開催するスタジアムは、ベスト電器スタジアム、福岡県営春日公園球技場、小郡市陸上競技場、北九州市立本城陸上競技場、鳥栖市陸上競技場、佐賀県総合運動場陸上競技場などである。但し、北九州にはギラヴァンツ北九州の関連団体として「ニューウェーブ北九州レディース」が存在するため、女子リーグ改革後は福岡・筑後圏での開催が主となっている。

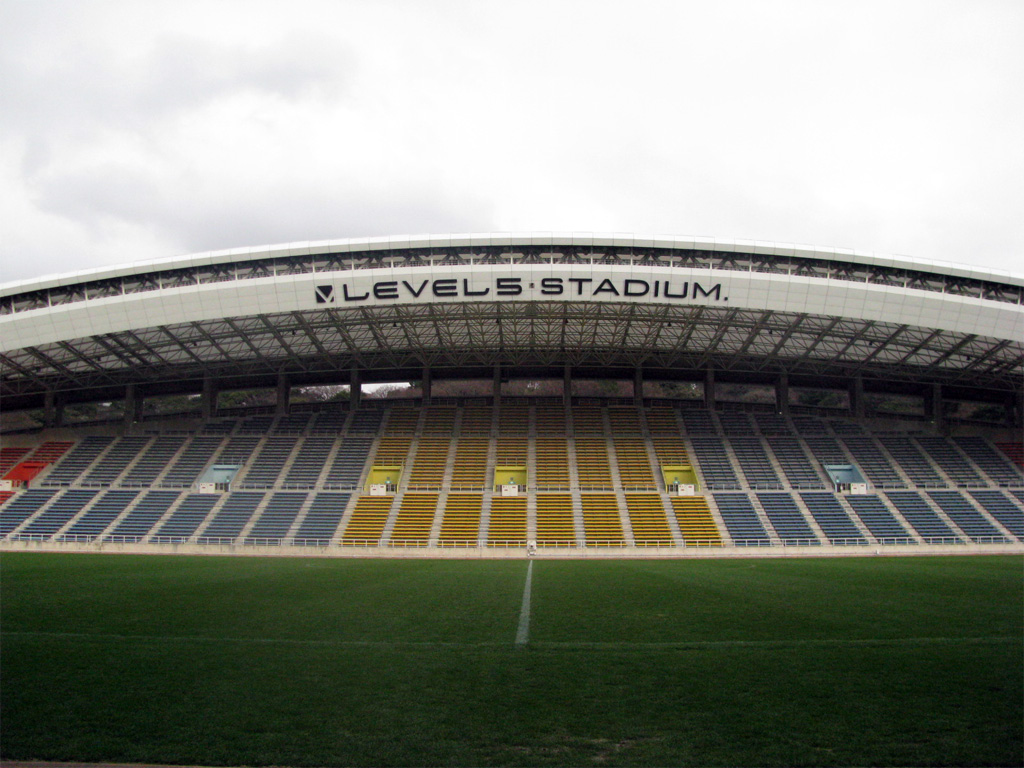
ベスト電器スタジアム
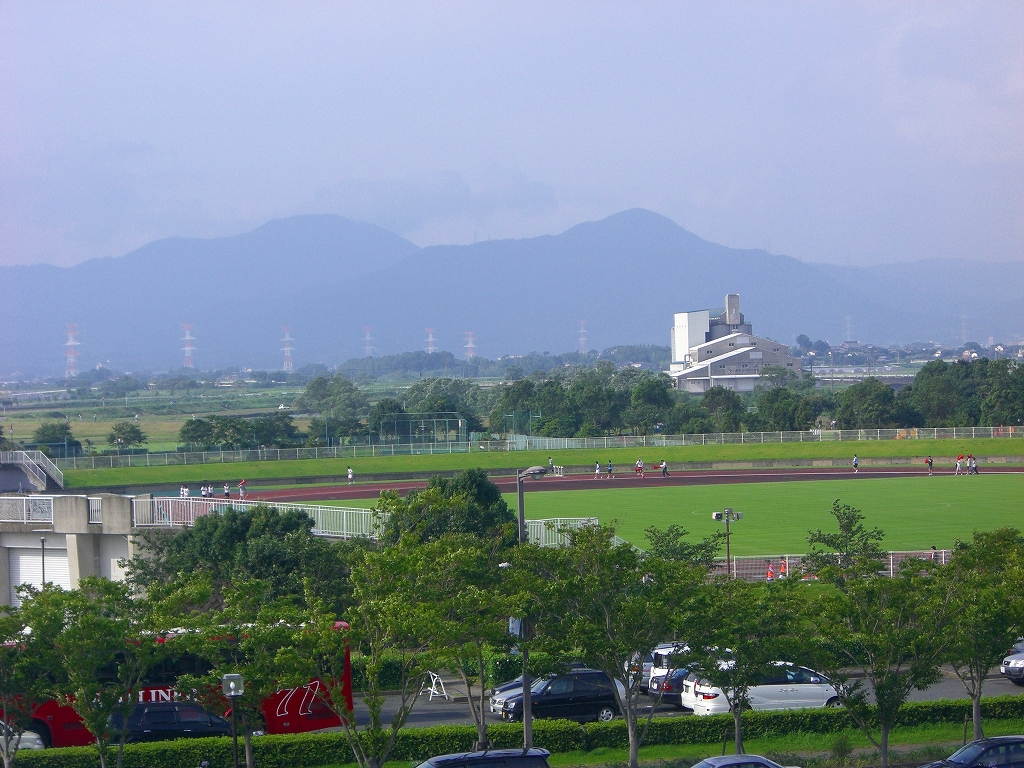
小郡市陸上競技場
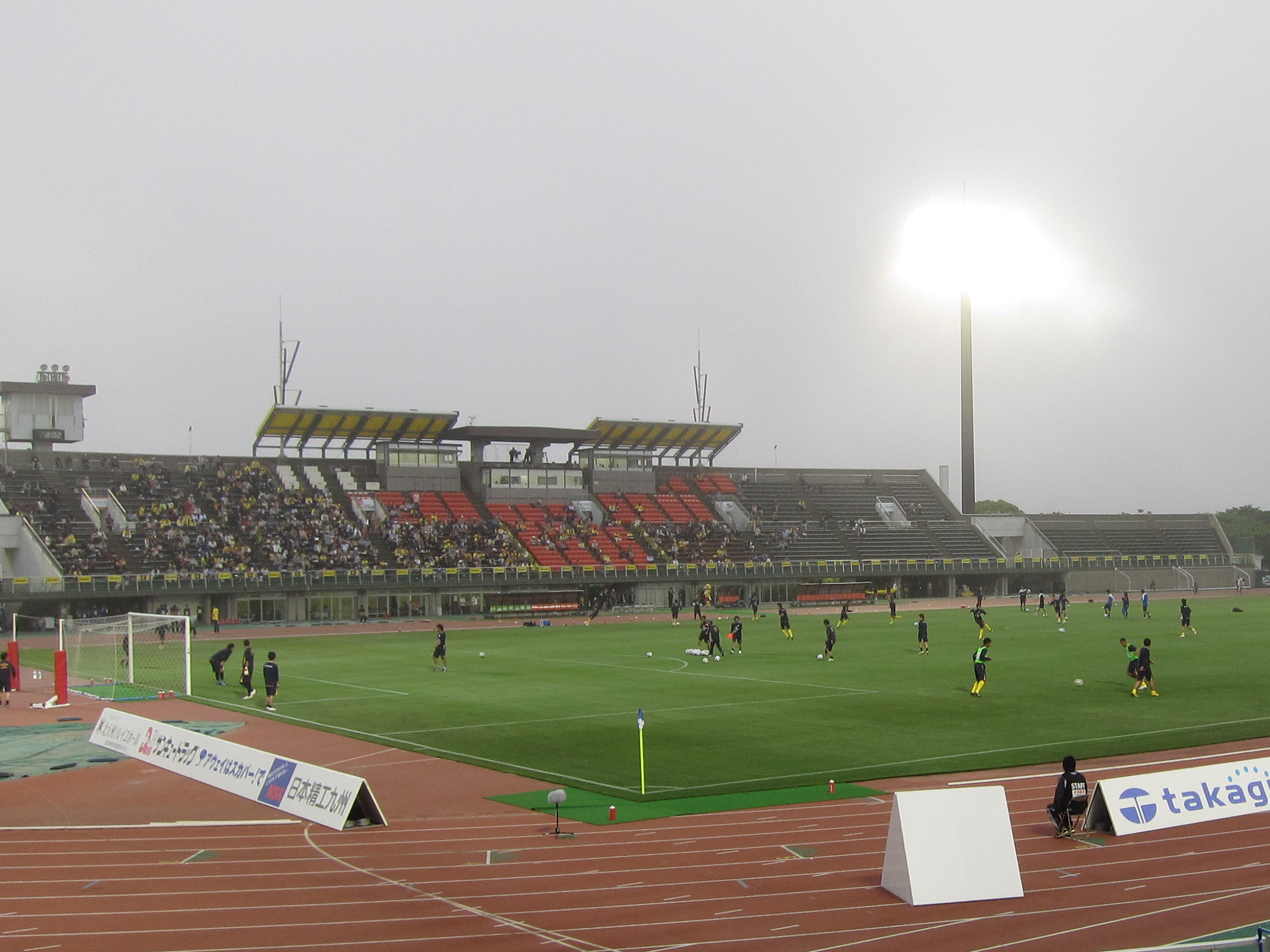
北九州市立本城陸上競技場

## ユニフォーム

### チームカラー
- オレンジ

### ユニホームスポンサー
| 掲出箇所   | スポンサー名           | 表記                             | 備考       |
| 胸         | PIVO                   | PIVO                             |            |
| 鎖骨       | ソウシン建設           | 株式会社 ソウシン建設            | 左側に表記 |
| 鎖骨       | ファクトリュウ         | ベンジャミンランチ hakata gurume | 右側に表記 |
| 背中上部   | サンエス警備保障       | サンエス警備 GROUP               |            |
| 背中下部   | 楽天地                 | 博多もつ鍋 楽天地                |            |
| 袖         | エスパシオ             | ESPAZIO NOTHING TO ANYTHING      | 左袖に表記 |
| パンツ前面 | モノコトクリエイション | モノコト クリエイション          |            |
| パンツ背面 | RIKUYO                 | 株式会社RIKUYO                   |            |

出典: 2023シーズン　ユニフォームについて

### ユニフォームサプライヤー
- PENALTY[17]

## 所属選手・スタッフ
2023年

### スタッフ
| 役職               | 氏名     | 生年月日 (年齢)        | 前職                       | 備考   |
| 監督               | 河島美絵 | 1978年9月4日（46歳）   | 福岡県女子トレセンスタッフ | GM兼任 |
| テクニカルコーチ   | 瀧口亮   | 1979年3月10日（46歳）  |                            |        |
| GKコーチ           | 有川枝里 | 1995年8月5日（29歳）   |                            |        |
| フィットネスコーチ | 上田慎吾 | 1993年10月15日（31歳） |                            |        |

### 選手
| Pos | No. | 選手名     | 生年月日 (年齢)        | 前所属                       | 備考             |
| GK  | 1   | 朝山美帆   | 2000年10月6日（24歳）  | INAC神戸レオンチーナ         |                  |
| GK  | 21  | 進藤真奈花 | 2007年8月28日（17歳）  | ALECIO FOOTBALL CLUB         | 下部組織登録選手 |
|     |     |            |                        |                              |                  |
| DF  | 2   | 和田莉愛   | 2001年9月30日（23歳）  | アンジュヴィオレ広島         |                  |
| DF  | 4   | 成合瞳     | 1989年11月1日（35歳）  | 浦和レッズレディース         |                  |
| DF  | 5   | 庄司美優   | 2006年11月1日（18歳）  | ANCLASアルバ                 | 下部組織登録選手 |
| DF  | 10  | 岡未沙子   | 1995年2月21日（30歳）  | FC吉備国際大学Charme         |                  |
| DF  | 15  | 奥田真歩   | 1997年1月3日（28歳）   | NGUラブリッジ名古屋          |                  |
| DF  | 16  | 上村美月   | 2003年4月8日（21歳）   | 東海大学付属熊本星翔高等学校 |                  |
|     |     |            |                        |                              |                  |
| MF  | 3   | 藤山眞子   | 1999年12月10日（25歳） | 流通経済大学                 |                  |
| MF  | 6   | 浮田琴音   | 1991年1月23日（34歳）  | バニーズ京都SC               |                  |
| MF  | 7   | 須田綾香   | 1994年5月24日（30歳）  | スフィーダ世田谷FC           |                  |
| MF  | 8   | 藤亜由美   | 1999年8月4日（25歳）   | 国際武道大学                 |                  |
| MF  | 18  | 平坂咲希   | 2002年1月27日（23歳）  | バニーズ京都SC               |                  |
| MF  | 20  | 原日樺     | 2000年8月3日（24歳）   | 福岡大学                     | 新加入           |
| MF  | 22  | 髙橋萌々香 | 1999年4月30日（25歳）  | スペランツァ大阪             | 新加入           |
| MF  | 23  | 野田夏未   | 1999年7月6日（25歳）   | ASハリマアルビオン           | 新加入           |
| MF  | 24  | 平良文果   | 2002年11月30日（22歳） | 武蔵丘短期大学               | 新加入           |
| MF  | 25  | 相浦幸桜   | 2004年9月18日（20歳）  | 秀岳館高等学校               | 新加入           |
|     |     |            |                        |                              |                  |
| FW  | 9   | 宮本樹奈   | 1997年8月26日（27歳）  | 徳山大学                     |                  |
| FW  | 11  | 小山莉奈   | 1999年8月20日（25歳）  | 吉備国際大学Charme岡山高梁   |                  |
| FW  | 13  | 藤崎愛乃   | 1997年9月21日（27歳）  | 関西大学                     |                  |
| FW  | 14  | 柳田詩織   | 1992年1月8日（33歳）   | 武蔵丘短期大学シエンシア     |                  |
| FW  | 19  | 長部汐莉   | 2000年3月22日（25歳）  | 吉備国際大学Charme岡山高梁   |                  |

### 在籍歴のある選手
| - 大歯裕子（在籍時名は松窪、引退） - 柏原慶子 - 深澤里沙（スペランツァ大阪） - 神成美紀 - 猶本光（三菱重工浦和レッズレディース） - 藤澤真凛（FCヴァッカー・インスブルック） - 谷原ゆかり - 清原万里江（引退） - 澤田法味（ノルディーア北海道） - 門西亜紀子（SWHレディースフットサルクラブ） - 葛間理代 - 加藤真理（旧姓 川村、福岡J・アンクラス アドバイザー） - 磯金みどり（引退） - 佐藤楓（マイナビ仙台レディース） - 板谷麻美 - 宮川美乃（国見FCレディース） - 田上未希（国見FCレディース） - 矢田貝実希子（追手門学院大学女子サッカー部ヘッドコーチ） - 渋谷由美子 - 山本裕美 | - 田頭陽子（ブリステルFCレディースコーチ） - 倉原穂奈美 - 嶋田萌 - 飯村亜美 - 吉澤亜依 - 伊藤知沙（オルカ鴨川FCコーチ） - 岸星美 - 矢次亜佳音（ASハリマアルビオン） - 上田恵里那 - 神原史 - 戸梶有野里（INAC神戸レオネッサ） - 安田邦子 - 坂梨さくら - 土井成実 - 花田亜衣子（引退） - 佐藤楓（引退） - 近藤祐衣 - 小野伶莉 - 福井しほり（NGUラブリッジ名古屋） - 永野桃子 | - 大屋夏希（琉球デイゴス） - 丸形梨恵（ノルディーア北海道） - 濵田百華（NGUラブリッジ名古屋） - 平田光佐登 - 今中悠莉（ノルディーア北海道） - 堂下弥里 - 谷岡奈緒（ノルディーア北海道） - 土屋亜矢（引退） - 小林菜津美（引退） - 松浦舞鈴(引退） - 中島亜弥香 - 三浦ひかる - 大畑恵美莉 - 水野寧凪 |